# Le storie di ieri
Le storie di ieri è una canzone scritta da Francesco De Gregori e registrata per la prima volta nel 1974, durante sessioni di registrazione dell'album Francesco De Gregori, ma scartata dall'incisione finale dell'LP. Trovò posto l'anno successivo nell'album Rimmel, dello stesso De Gregori, e in Vol. 8 di Fabrizio De André.

## Il contenuto

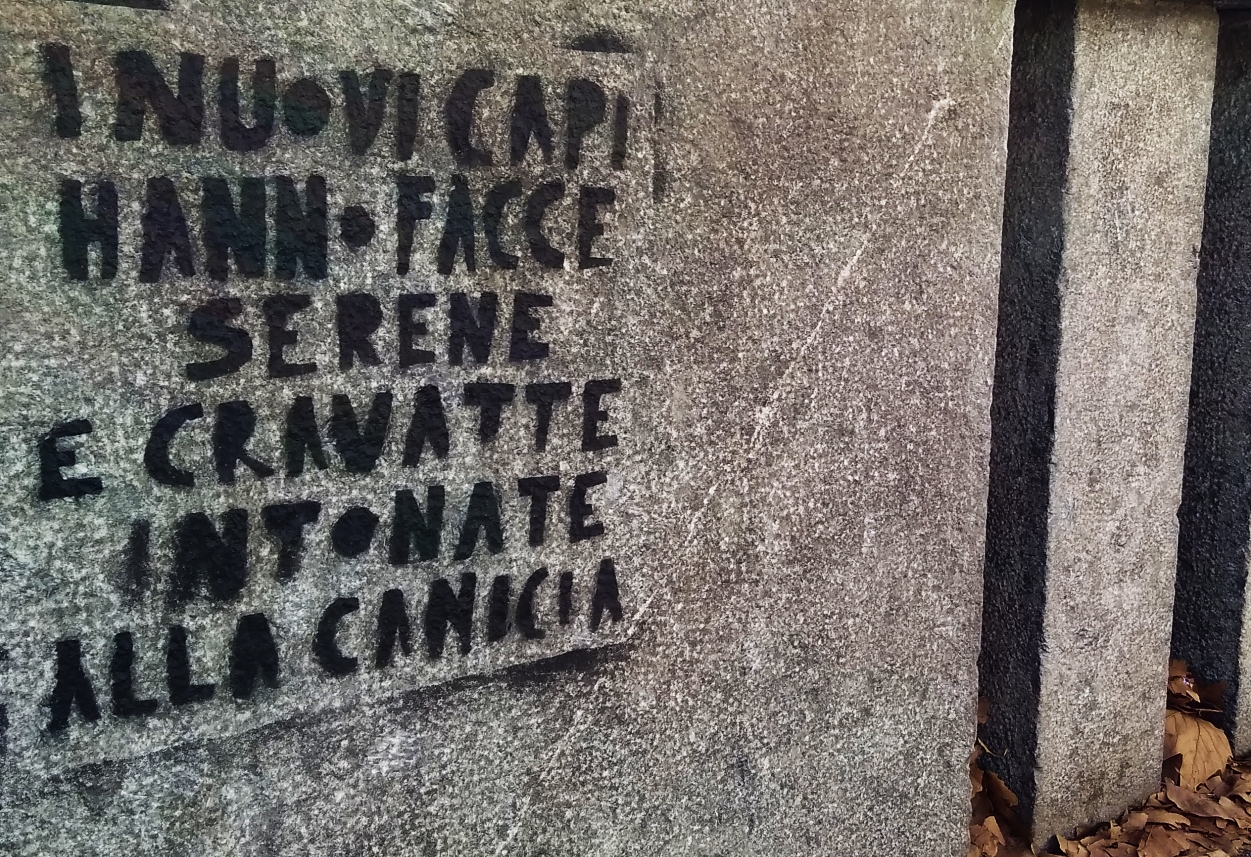
Citazione su un graffito a Torino

Il brano tratta la scelta dell'ideologia fascista e la sua trasformazione nel MSI dopo la caduta del regime, sotto la leadership di Giorgio Almirante.
Sono "storie di ieri" che si riflettono nell'oggi, analizzate con un evidenziato distacco storico, più che politico: benché l'io lirico dica "mio padre", al momento di parlare di sé canta in terza persona de "il bambino".»
(Antonio Piccolo, La storia siamo noi)

## La storia
La canzone, a registrazione già effettuata, venne tuttavia scartata dalla RCA, la casa discografica a cui era allora affiliato De Gregori.
Questa versione presenta il testo originale del brano in cui è presente un riferimento a Giorgio Almirante ("Almirante ha la faccia serena").
(Francesco De Gregori, 1975)
Nel 1974 De Gregori e Fabrizio De André si ritirarono per quasi un mese in Gallura; dalla proficua collaborazione nacque la traduzione italiana di Desolation Row di Bob Dylan (Via della Povertà), pubblicata lo stesso anno nell'album misto Canzoni, e l'album Volume 8, nel quale De André inserì la sua interpretazione di Le storie di ieri. In questa incisione il nome "Almirante" venne sostituito con la locuzione "il gran capo"; vi sono inoltre altre due minime differenze nel testo ("una scritta nera" e "il bambino nel cortile si è fermato").
È, dopo E fu la notte, la seconda e ultima canzone incisa da Fabrizio De André senza indicare il suo nome tra i crediti. Nel gennaio del 1975la RCA pubblicò il disco Rimmel di De Gregori, e al suo interno decise di includere una nuova versione del brano. Questa interpretazione presenta lievi modifiche nel testo rispetto alla prima stesura: la frase "Almirante ha la faccia serena" viene sostituita con "I nuovi capi hanno facce serene"; "Mio padre ha una storia comune" sostituisce "Mio padre aveva un sogno comune"; "troppi morti lo hanno tradito" diventa "troppi morti lo hanno smentito"; "si mette a sognare" diventa "comincia a sognare" e i poeti diventano "brutte creature".
In questo arrangiamento il brano è introdotto da un assolo di contrabbasso di Roberto Della Grotta e termina con un assolo di sax del jazzista Mario Schiano, con cui De Gregori collaborerà in seguito.

## Altre interpretazioni
Nel 1996 il brano fu interpretato da Cristiano De André insieme ai Gang in occasione di Fatto per un mondo migliore, album benefico i cui proventi furono destinati ai progetti dell'ACNUR in ex-Jugoslavia.
Nel 2005 gli Yo Yo Mundi la inclusero nel loro spettacolo La Banda Tom e altre storie partigiane dedicato alla resistenza e registrato nell'album Resistenza.
Nel 2015, l'Orage includono il brano nel loro album Macchina del Tempo.
Il 22 settembre 2015, all'Arena di Verona, durante il concerto Evento "Rimmel 2015" durante il quale Francesco De Gregori ha festeggiato i quarant'anni dell'album Rimmel, la canzone è stata eseguita dal gruppo L'Orage.
Nel 2016 è una delle cover incluse nell'album Perle per porci di Giorgio Canali. 